# Donaueschinger Nibelungenhandschrift C

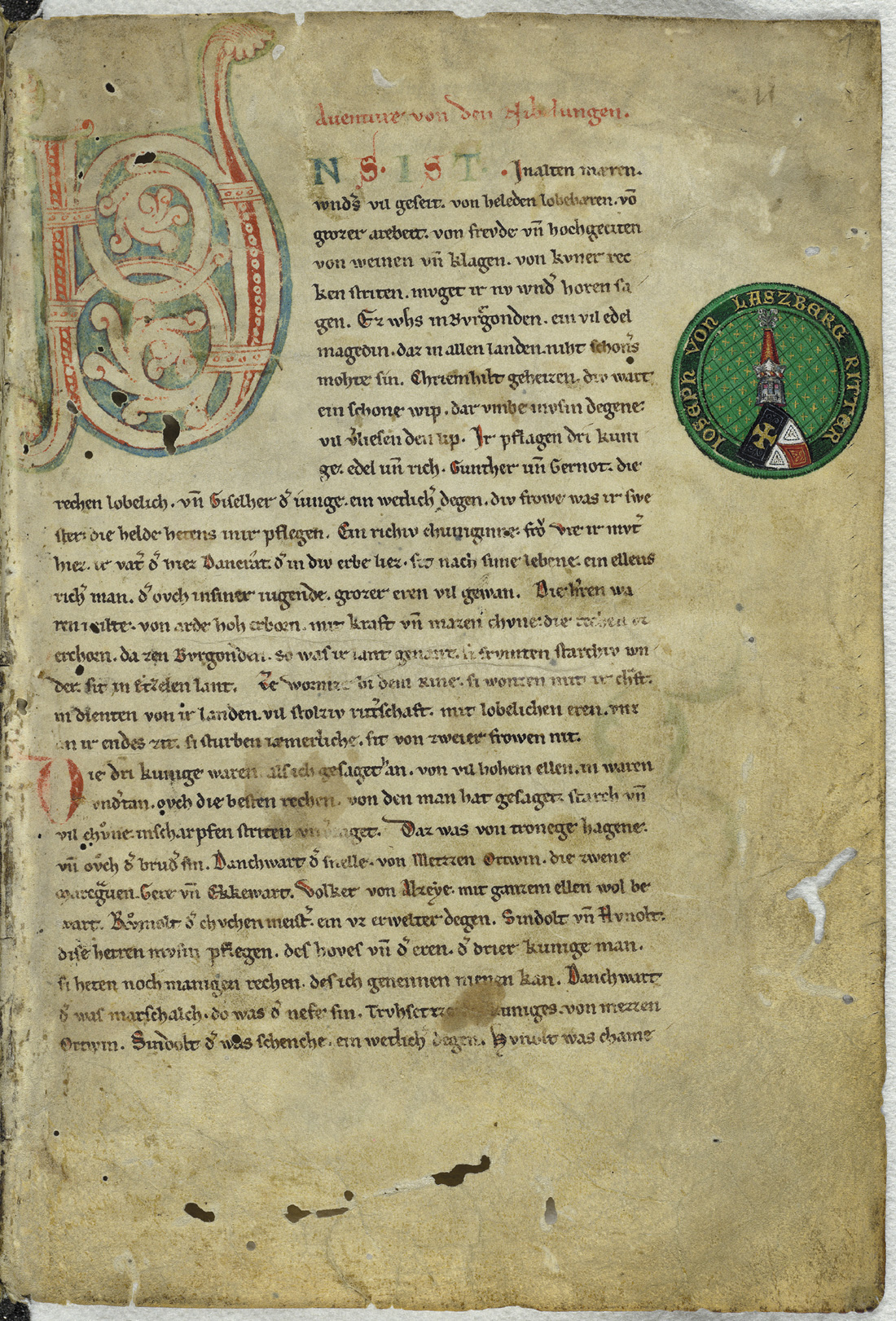
Nibelungenhandschrift C, Blatt 1r mit Exlibris von Laßberg

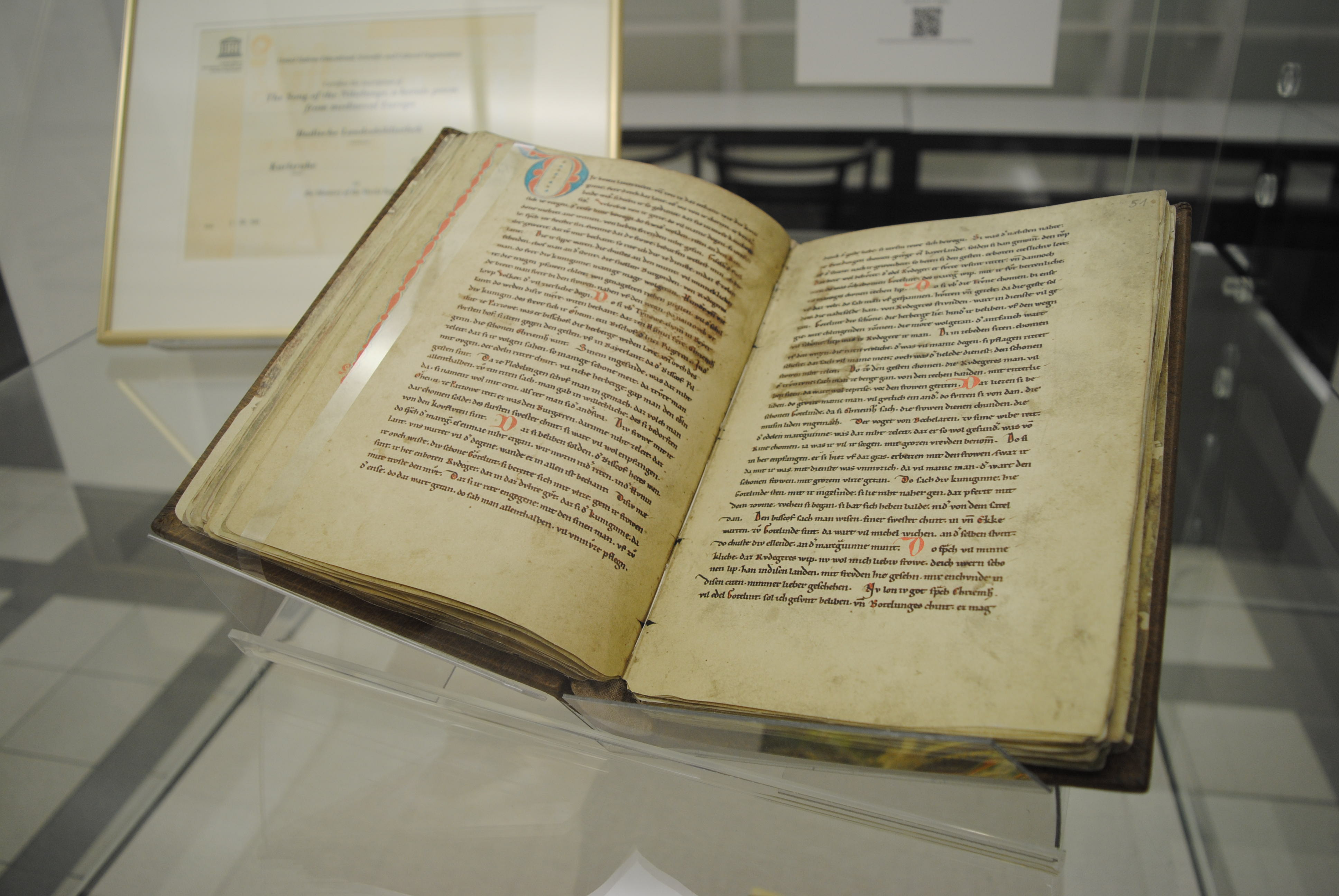
Die Handschrift in der Badischen Landesbibliothek

Die Donaueschinger  Nibelungenhandschrift ist eine der drei wichtigsten Überlieferungen des Nibelungenlieds und wird in der germanistischen Forschung auch kurz als Nibelungenhandschrift C bezeichnet. Sie entstand im zweiten Viertel des 13. Jahrhunderts im alemannisch-bairischen Raum, vermutet werden Südtirol oder Vorarlberg. Auch die Schreibsprache des Textes zeigt eindeutige Merkmale, die auf diese Gegend hinweisen.

## Geschichte und Provenienz
Wiederentdeckt wurde die Pergament-Handschrift am 29. Juni 1755 in der Bibliothek im Palast Hohenems von dem Arzt Jacob Hermann Obereit nach Hinweisen von Johann Jakob Bodmer. Letzterer veröffentlichte 1757 erstmals mehrere Auszüge daraus. Nachdem 1769 auch die Handschrift B und 1779 die Hohenems-Münchener Handschrift A, heute als Handschrift A bezeichnet, aufgefunden wurden, publizierte der Zürcher Christoph Heinrich Myller 1782 erstmals eine vollständige Ausgabe des Textes.
Beide Handschriften erbte zusammen mit anderen Gegenständen 1803 die Enkelin des letzten Emser Grafen, Maria Walburga von Hohenems in Bistrau. 1807 schenkte sie die beiden Handschriften ihrem Advokaten  Dr. Michael Schuster aus Prag; die jüngere Handschrift A gelangte in die königliche Hofbibliothek in München, heute Bayerische Staatsbibliothek, wo sie sich noch befindet.
Die Handschrift C verkaufte Schuster während des Wiener Kongresses an einen Händler namens Frickert, er verlangte 1000 Gulden dafür. Mehrere Interessenten, wie der österreichische Kaiser Franz Joseph, George Spencer, 4. Duke of Marlborough und andere, bemühten sich um den Erwerb, ebenso der Freiherr Joseph von Laßberg, der sich bereits zuvor vergeblich bemüht hatte, in den Besitz der Handschrift zu gelangen. Dies gelang ihm dann endlich mit Hilfe seiner Gönnerin Fürstin Elisabeth zu Fürstenberg. 1853 erwarb die Fürstliche Hofkammer Donaueschingen die Bibliothek Laßbergs zusammen mit der Handschrift C. Nach Laßbergs Tod 1855 wurde sie der Hofbibliothek Donaueschingen zugefügt.
Im Jahre 1999 wurde die Handschrift von Joachim Egon Fürst zu Fürstenberg für 25 Millionen DM dem Land Baden-Württemberg zum Kauf angeboten. Seit 2001 befindet sie sich in Karlsruhe in der Badischen Landesbibliothek unter der Signatur Codex Donaueschingen 63.
Sie zählt gemeinsam mit den Handschriften A und B seit 2009 zum UNESCO-Weltdokumentenerbe.

## Textprobe
Die Handschrift C beginnt in der nicht standardisierten Originalschreibweise folgend:
Aventure von den Nibelungen
Uns ist in alten mæren. wunders vil geseit.

von heleden lobebæren. von grozer arebeit.

von freude und hochgeciten von weinen und klagen.

von kuner recken striten. muget ir nu wunder horen sagen.

Ez whs in Buregonden. ein vil edel magedin.

daz in allen landen. niht schoners mohte sin.

Chriemhilt geheizen. dio wart ein schone wip.

dar umbe mosin degene. vil verliesen den lip.

Die Wörter weisen durchgehend Sprossvokale auf. Dort, wo der Schreiber diesen einmal vergessen hat, beim Wort Buregonden, hat er ihn korrigierenderweise über die entsprechende Stelle geschrieben (siehe Bild oben).